# Mešita Mustafy paši (Skopje)

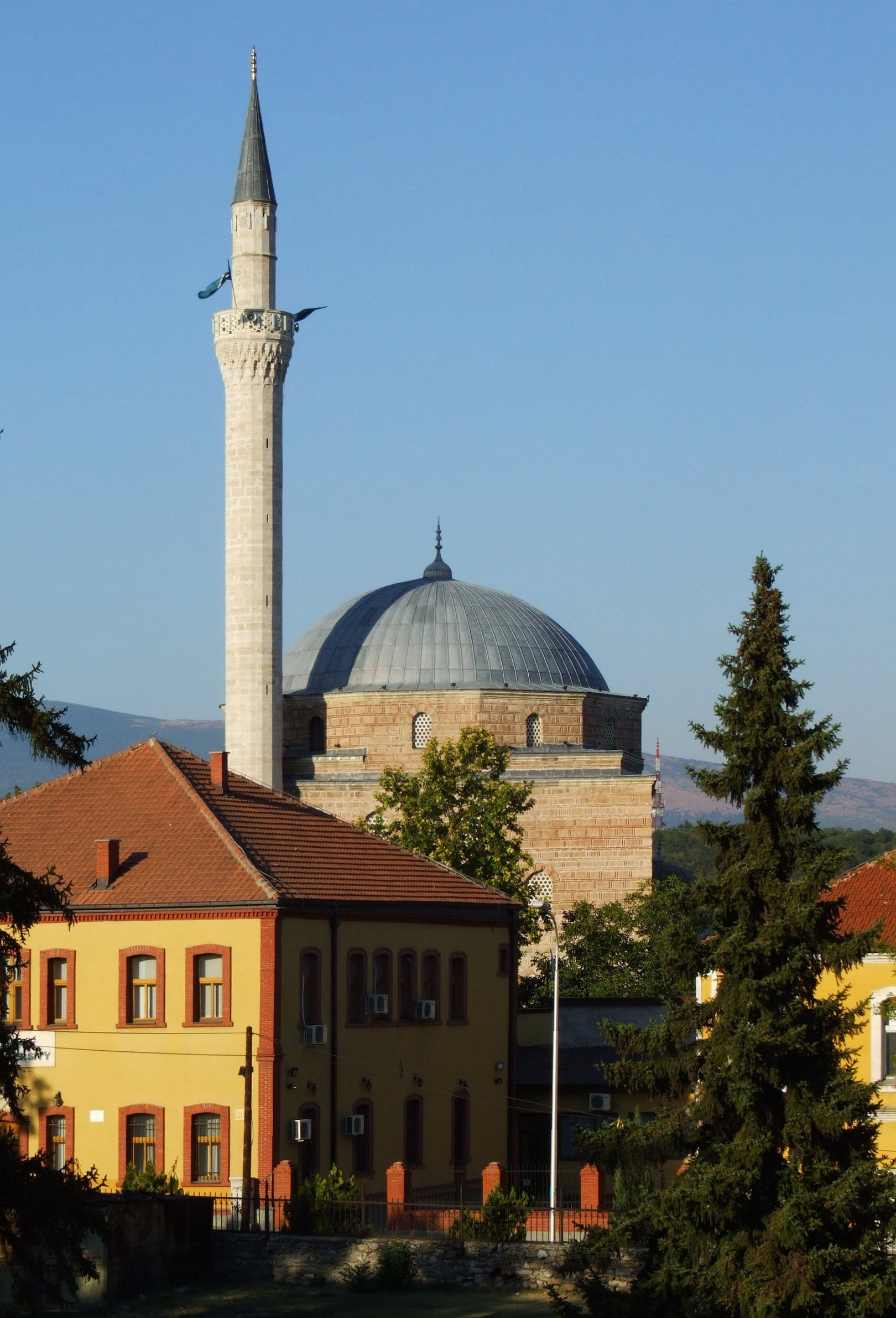
Budova mešity. V popředí se nachází stará turecká pošta

Mešita Mustafy paši (makedonsky Мустафа-пашина џамија, albánsky Xhamia e Mustafë Pashës) se nachází ve Skopje, v historické části města, na skopské Čaršiji. Přesněji je situována na návrší nedaleko pevnosti Kale. Svůj název má podle vezíra Mustafy, který nařídil její výstavbu. Mešita byla slavnostně otevřena v roce 1492. Má jeden minaret o výšce 47 m a kupoli s průměrem 22 m, což z ní dělá jednoho z rekordmanů na balkánském poloostrově.
Existenci této mešity zaznamenal i turecký cestopisec Evlija Čelebi, který ve svých textech zaznamenal rovněž že se v její blízkosti nachází také medresa.
Podle pamětní desky nad vstupem do mešity, která je z kamene a která v arabském písmu, je doloženo, že mešita byla zbudována na místě původního středověkého kostela. Na rozdíl od ostatních staveb ve městě mešita Mustafa-paši neutrpěla během zemětřesení v roce 1963 téměř žádné škody. Poničeno však bylo nedaleké turbe, které muselo být znovu obnoveno. V 20. století prošla mešita několika rekonstrukcemi, naposledy v letech 2006-2011. Práce byly provedeny tureckou firmou Rena İnşaat a financování bylo rovněž zajištěno z turecké strany. Slavnostnímu znovuotevření mešity v témže roce byla přítomna delegace z Turecka v čele s vicepremiérem Bekirem Bozdaǧem.